# Per salvarti ho peccato
Per salvarti ho peccato è un film del 1953 diretto da Mario Costa.

## Produzione
La pellicola è ascrivibile al filone melodrammatico-sentimentale, comunemente detto strappalacrime (allora molto in voga tra il pubblico italiano) poi ribattezzato dalla critica con il termine neorealismo d'appendice.

## Distribuzione
Il film venne distribuito nel circuito cinematografico italiano il 10 dicembre del 1953.
Venne in seguito distribuito anche in Germania Ovest, il 20 maggio del 1955, ed in Francia, il 10 agosto del 1955 con il titolo Pour toi, j'ai péché.
Venne distribuito anche nel mercato anglofono con il titolo For You I Have Sinned.